# Tổ Địch
Tổ Địch (266 - 321; chữ Hán: 祖逖) là đại tướng nhà Tấn trong lịch sử Trung Quốc, người huyện Tù, Phạm Dương (phía bắc huyện Lai Thủy, tỉnh Hà Bắc, Trung Quốc ngày nay).

## Tiểu sử
Tổ Địch sinh ra thời Tây Tấn, trong một gia đình thế tộc ở miền bắc Trung Quốc. Cha ông là Tổ Vũ làm chức Cốc Thái thú.
Tô Địch mồ côi cha từ nhỏ, cả nhà có 6 anh em. Các anh ông là Tổ Cái, Tổ Nạp đều là những người có tài và thẳng thắn. Tổ Địch tính tình phóng khoáng, không chịu bó buộc, tới 14 tuổi vẫn không học hành gì khiến các anh ông rất lo lắng. Nhưng từ sau đó Tổ Địch chuyên cần học tập, tỏ ra rất sáng dạ, tinh thuộc nhiều sách vở.

## Nuôi chí thời loạn
Tổ Địch sống ở quận Dương Bình. Năm 289, ông được mời đến nhận chức Hiếu liêm, sau đó lại được mời nhận chức Mậu tài, nhưng Tổ Địch đều từ chối.
Cùng năm đó, ông và Lưu Côn cùng nhận chức chủ bạ ở Ty châu. Hai người tỏ ta rất hợp nhau, ngày càng thân thiết, cùng ăn, cùng ngủ, luyện tập võ nghệ và tranh luận về thời cuộc. Lưu Côn cũng là người chung chí hướng cứu nước, cứu dân như Tổ Địch.
Khi đó nhà Tây Tấn suy yếu vì loạn bát vương. Tổ Địch là người có tài nên rất được các vương thất nhà Tấn tranh thủ dùng làm tướng. Ông lần lượt phục vụ dưới quyền các tông thất Tề vương Tư Mã Quýnh và Trường Sa vương Tư Mã Nghệ. Sau khi hai vương này bị giết, các tông thất như Phạm Dương vương Tư Mã Hổ, Cao Mật vương Tư Mã Lược, Bình Xương công Tư Mã Mạc có thư mời Tổ Địch nhưng ông đều từ chối. Đông Hải vương Tư Mã Việt là người thắng thế trong loạn bát vương cũng mời ông làm Điển binh tham quân, Thái thú Tế Âm, nhưng ông thác cớ đang chịu tang mẹ nên cũng từ chối.
Sau loạn bát vương, nhà Tây Tấn suy yếu nghiêm trọng. Từ năm 304, các tộc Ngũ Hồ thừa cơ tràn xuống lấn chiếm. Các gia tộc người Hán phải chạy về Giang Nam lánh nạn. Tổ Địch đưa hơn 100 gia đình trong họ tộc mình đi lánh ở Hoài Tứ. Trên đường đi, ông nhường hết ngựa cho người già yếu cưỡi; lại tiếp tế lương thực và thuốc cho mọi người. Vì vậy mọi người rất kính trọng Tổ Địch.
Đi đến Tứ Khẩu, Lang Nha vương Tư Mã Tuấn bổ nhiệm ông làm thứ sử Từ châu, rồi chuyển làm quân tư tế tửu. Tổ Địch quyết ý định cư ở Kinh Khẩu.

## Bắc phạt đánh Ngũ Hồ

### Tự thân vận động
Sau khi vua Tấn là Hoài Đế bị vua Hung Nô là Lưu Thông giết (313), Mẫn Đế Tư Mã Nghiệp được lập ở Tràng An, Lang Nha vương Tư Mã Duệ được phong làm thừa tướng.
Tổ Địch dưới quyền Tư Mã Duệ, ngày đêm ôm chí khôi phục trung nguyên. Lúc đó các thành trì nhà Tấn ở trung nguyên chưa mất hẳn, bạn ông là Lưu Côn cùng một số tướng lĩnh vẫn cố chiến đấu chống quân Ngũ Hồ của các nước Thành Hán, Hán Triệu và Hậu Triệu.
Tổ Địch chiêu tập dũng sĩ để bắc tiến, dung nạp cả những người phạm tội trộm cướp, bảo lãnh cho họ. Tổ Địch xin Tư Mã Duệ bắc phạt, nhưng Tư Mã Duệ chỉ muốn cố thủ ở đất Giang Nam, trong bụng không tán thành, còn bề ngoài không thể không đồng ý, nên chỉ cấp cho ông 1000 suất lương thực, 3000 miếng vải và không cho vũ khí và giáp sắt.
Mùa thu năm 314, ông dẫn hơn 100 gia đình trong họ tộc từ Kinh Khẩu lên Giang Bắc. Khi qua sông, Tổ Địch chỉ sóng nước thề rằng:
Tổ Địch nếu không bình định được trung nguyên, quyết sẽ không trở về Giang Đông nữa!
Tổ Địch sang sông, tự mở lò luyện sắt để làm binh khí, chiêu mộ được 2000 quân.

### Chiến sự Lư châu và Thái Khâu
Tháng 11 năm 316, Tấn Mẫn Đế lại bị vua Hán Triệu là Lưu Thông bắt sống mang về Bình Dương. Nhà Tây Tấn mất. Lang Nha vương Tư Mã Duệ bèn lên ngôi hoàng đế ở Kiến Nghiệp, tức là Tấn Nguyên Đế. Nhà Đông Tấn bắt đầu.
Tấn Mẫn Đế lại bị Lưu Thông giết hại khiến nhiều người căm giận, ép Tấn Nguyên Đế thảo hịch bắc phạt. Nguyên Đế phải nghe theo. Tổ Địch lập tức hưởng ứng.
Năm 317, Tổ Địch đi đánh Hậu Triệu ở Lư châu, bị các tướng Ngũ Hồ là Trương Bình, Phàn Nhã chống lại. Tổ Địch sai tham quân Ân Nghĩa đi dụ. Nhưng Ân Nghĩa lại dùng lời lẽ kiêu ngạo nên Trương Bình tức giận giết chết Nghĩa và cố thủ không hàng. Tổ Địch đánh hơn 1 năm không phá nổi. Sau đó, ông sai người đi mua chuộc thủ hạ của Trương Bình là Tạ Phù. Phù bèn giết chết Bình rồi về hàng Tổ Địch.
Ông tiến quân lên Thái Khâu, bị Phàn Nhã đột kích nửa đêm. Tổ Địch bình tĩnh tổ chức phòng thủ, Phàn Nhã phải lui quân về Kiều Thành. Tổ Địch thúc quân truy đuổi. Ông kêu gọi các tướng Trần Xuyên và Hoàn Tuyên phối hợp đánh Phàn Nhã. Hằng Tuyên giúp ông dụ được Nhã, kết quả Nhã dâng Kiều Thành đầu hàng Tổ Địch.
Tuy nhiên, Trần Xuyên lại không theo Tổ Địch, điều quân cướp phá Dự châu. Tổ Địch sai bộ tướng Vệ Sách đánh bại Xuyên ở Cốc Thủy. Xuyên thua trận, chạy sang đầu hàng vua Hậu Triệu là Thạch Lặc.

### Lấy thành Tuấn Nghị
Tổ Địch dẫn quân thảo phạt Trần Xuyên. Khi đến thành Tuấn Nghị thì đụng đại quân Hậu Triệu do cháu Thạch Lặc là mãnh tướng Thạch Hổ chỉ huy. Tổ Địch đánh bại Hổ. Hổ quay sang đánh Dự châu, để bộ tướng Đào Báo ở lại. Lúc đó quân hai bên cùng xông vào thành Tuấn Nghị, Đào Báo chiếm Tây đài, Tổ Địch chiếm Đông đài.
Hai bên giữ nhau hơn 40 ngày, dần dần cùng cạn lương. Tổ Địch nghĩ ra kế, sai quân nhồi vải vào bao, giả làm gạo rồi cho quân sĩ chở vào Đông đài. Sau đó ông lại cho quân lấy vài bao gạo thật, chở đi giữa đường, giả cách mệt mỏi nghỉ lại. Khi quân Đào Báo đến cướp, quân Tổ Địch bỏ chạy.
Báo cho rằng quân Tấn có đủ lương nên rất lo, cầu cứu Thạch Hổ. Hổ tiếp lương cho Báo. Tổ Địch dò biết quân Hậu Triệu thế nào cũng vận lương đến nên điều quân chặn ở Biện Thủy, cướp được lương của quân địch. Đào Báo thấy lương bị cướp, biết không giữ nổi Tây đài nên bỏ thành Tuấn Nghị chạy.
Sau khi chiếm thành, ông cử Hàn Tiềm giữ Phong Khâu, còn ông giữ Ung Khâu. Nhiều lần ông cho quân quấy nhiễu đánh phá các vùng do Hậu Triệu kiểm soát.

### Thuậtcông tâm
Ngoài chiến thuật quân sự, Tổ Địch còn dùng thuật đánh vào lòng người. Những khi bắt được quân thám tử bên địch, ông hay đối đãi tử tế rồi cho về. Vì vậy nhiều người cảm kích, vận động người trong vùng đến quy phục ông.
Thạch Lặc đích thân mang hơn 1 vạn quân đến đánh Tổ Địch, bị ông đánh bại, thua chạy về. Quân Hậu Triệu theo hàng ông rất nhiều.
Nhiều vùng giáp ranh có ý quy thuận Tổ Địch, nhưng vẫn thuộc quyền kiểm soát của Thạch Lặc, Tổ Địch ngầm ước với họ, mặt ngoài vẫn để họ phục tùng Hậu Triệu. Khi Thạch Lặc có cử động, các vùng đó đều báo trước cho ông biết. Do đó ông luôn giữ thế chủ động trên chiến trường, dù lực lượng không hùng hậu như Thạch Lặc.
Một vùng rộng lớn phía nam Hoàng Hà theo Tổ Địch. Ông tỏ ra là người tiết kiệm và làm gương cho cấp dưới. Ngay cả con em ông cũng đi lao dịch, chịu thuế như mọi người, vì vậy mọi người rất kính trọng ông. Bạn ông là Lưu Côn khi đó đang tác chiến chống Ngũ Hồ ở phía đông bắc, viết thư hết sức tán thưởng ông.
Thạch Lặc lo ngại uy thế của Tổ Địch. Để lấy lòng ông, vua Hậu Triệu sai người sửa sang mộ mẹ ông ở Thành Cao. Sau đó, Thạch Lặc viết thư sang, xin cùng trao đổi sứ giả để thông hiếu và cho hai bên được trao đổi, buôn bán hàng hoá. Tổ Địch chỉ đồng ý cho thông thương.

### Phẫn chí vì hậu phương
Giữa lúc Tổ Địch liên tiếp thắng trận thì tại Kiến Khang, nhà Đông Tấn lo ngại công lao của ông sẽ át uy tín của triều đình. Tấn Nguyên Đế phái Đái Nhược Tư làm đô đốc các châu Duyện, Dự, Ung, Ký và làm Chinh bắc tướng quân để kiềm chế Tổ Địch.
Tổ Địch biết Đái Nhược Tư bất tài nên rất không bằng lòng. Lại lúc đó trong triều, các quyền thần Vương Đôn, Lưu Tỳ chia bè phái sắp gây nội loạn. Triều đình nhà Tấn chỉ lo giữ Giang Nam và đối phó với các loạn tướng. Tổ Địch dự liệu hậu phương bất ổn sẽ ảnh hưởng rất xấu tới tình hình ngoài mặt trận phía bắc nên lo lắng thành bệnh.
Dù ốm, ông vẫn cố tổ chức quân đội để phòng chống Hậu Triệu. Ông sai các tướng tu bổ thành Tu Vũ, nhưng khi chưa xong thì bệnh của ông đã nặng.
Tháng 9 âm lịch năm 321, ông mất tại Ung Khâu, thọ 56 tuổi. Dân Dự châu than khóc, nhiều người để tang ông và lập bia thờ ông. Triều đình Đông Tấn truy tặng ông làm Xa kỵ tướng quân.
Sau khi ông mất, tướng Vương Đôn không còn kiềng sợ ai, nổi binh làm loạn. Phía bắc, Thạch Lặc phát binh thu hồi lại nhiều vùng đất phía nam Hoàng Hà. Em Tổ Địch là Tổ Ước rút chạy về nam. Việc bắc phạt của nhà Tấn bị gián đoạn nhiều năm sau, cho tới khi Hoàn Ôn lên nắm binh quyền.